# La Nau
|  | Aquest article tracta sobre el diari català. Si cerqueu l'edifici de la Universitat de València, vegeu «la Nau (Universitat de València)». |

La Nau fou una publicació en català, fundada i dirigida per Macià Mallol i Bosch i Antoni Rovira i Virgili l'1 d'octubre de 1927. Es transformà en diari de matí el 2 d'octubre de 1929, ja que inicialment sortia a les vesprades. Políticament es declarava liberal i democràtic, però la seva pretensió era informar el gran públic. L'octubre de 1928 va treure un número d'homenatge a Pompeu Fabra i Poch i a la seva tasca normalitzadora de la llengua.
Entre els seus redactors i col·laboradors hi destacaren Joan Carandell i Marimon, Josep Maria Massip i Izabal, Ambrosi Carrion i Juan, Manuel Brunet i Solà, Domènec Guansé i Salesas, Felip Graugés i Camprodon, Armand Obiols i Manuel Valldeperes i Jaquetot.
Va tenir un suplement esportiu anomenat La Nau dels Esports.
Tot i el gran prestigi en el món intel·lectual dels seus directors i dels col·laboradors, no va arrelar entre el gran públic. Es va deixar de publicar el 21 de gener de 1933. Es pot consultar a l'Hemeroteca de l'Arxiu Històric de la Ciutat de Barcelona